# Lara Gut-Behrami
Lara Gut-Behrami (Sorengo, Švicarska, 27. travnja 1991.) je švicarska skijašica. Nastupa u svim disciplinama, iako svoje najbolje rezultate ostvaruje u spustu i superveleslalomu. Svoju prvu pobjedu je ostvarila u St. Moritzu potkraj 2008. godine. Gut je time postala najmlađa pobjednica u superveleslalomu ikad sa samo 17 godina i 237 dana.
U Svjetskom kupu ima 46 pobjede (23 u superveleslalomu, 13 u spustu, 9 u veleslalomu i 1 u alpskoj kombinaciji), bila je 97 puta na podiju (stanje 22. veljače 2025.) Dvostruka je osvajačica velikog kristalnog globusa (2016. i 2024. godine), a pet puta je osvojila mali kristalni globus u superveleslalomu te jednom u veleslalomu. 
Njezin suprug je švicarski nogometaš kosovskoga porijekla Valon Behrami.

## Neke pobjede u Svjetskom kupu
| Datum               | Mjesto održavanja     | Disciplina      |
| ------------------- | --------------------- | --------------- |
| 20. prosinca 2008.  | St. Moritz            | superveleslalom |
| 9. siječnja 2011.   | Altenmarkt-Zauchensee | superveleslalom |
| 14. prosinca 2012.  | Val-d'Isère           | spust           |
| 26. listopada 2013. | Sölden                | veleslalom      |
| 29. studenoga 2013. | Beaver Creek          | spust           |
| 30. studenoga 2013. | Beaver Creek          | superveleslalom |
| 8. prosinca 2013.   | Lake Louise           | superveleslalom |
| 26. siječnja 2014.  | Cortina d'Ampezzo     | superveleslalom |
| 12. ožujka 2014.    | Lenzerheide           | spust           |
| 13. ožujka 2014.    | Lenzerheide           | superveleslalom |
| 7. prosinca 2014.   | Lake Louise           | superveleslalom |

## Vanjske poveznice
- O Lari na službenim stranicama FIS-a  Arhivirana inačica izvorne stranice od 15. travnja 2009. (Wayback Machine)